# Holger Szymanski
Holger Szymanski (* 6. Dezember 1972 in Görlitz) ist ein deutscher Politiker (NPD). Er war von Januar 2013 bis Juli 2015 Landesvorsitzender der NPD Sachsen und war von Januar bis September 2014 Mitglied des Sächsischen Landtages. Für die Landtagswahl 2014 war er Spitzenkandidat der NPD.

## Leben
Szymanski war im Internat der EOS/POS für Körperbehinderte in Birkenwerder.
Szymanski studierte Rechtswissenschaften, Geschichte und Politikwissenschaften an der Technischen Universität Dresden. Er betrieb von 2000 bis Ende 2004 ein Versandantiquariat in Dresden. Szymanski ist ledig und konfessionslos.

## Politisches Wirken
Szymanski war von 1986 bis 1989 Mitglied der Freien Deutschen Jugend. Im Februar 1990 war er an der Gründung der Jungen Sozialdemokraten in der DDR beteiligt, trat aber 1991 wieder aus. Von 1993 bis 1995 war er Mitglied der Partei Die Republikaner und betreute zeitweise deren Landesgeschäftsstelle in Sachsen. Er trat 1994 als Student erfolglos zur Bundestags- und Landtagswahl an.
Des Weiteren fungierte er als Gründungsmitglied der Jungen Landsmannschaft Ostpreußen (JLO) in Sachsen. 1998 organisierte er ein Winterkolleg in den Räumlichkeiten der Burschenschaft Cheruscia Dresden an der Technischen Universität Dresden mit, an welchem unter anderem Funktionäre der NPD und der Jungen Landsmannschaft Ostpreußen teilnahmen.
Seit 2004 ist Szymanski Mitglied der NPD. 2004 war er beim Nationalen Bündnis Dresden für die Öffentlichkeitsarbeit zuständig. Von April 2006 bis August 2009 war er auch als Pressesprecher der Fraktion Nationales Bündnis für Dresden im Dresdner Stadtrat tätig.
Szymanski war von Oktober 2004 bis April 2007 Pressesprecher der NPD-Fraktion im Sächsischen Landtag. Von Oktober 2006 bis April 2007 war er zusätzlich stellvertretender Fraktionsgeschäftsführer der Landtagsfraktion. Von Mai 2007 bis Juni 2008 war er stellvertretender Chefredakteur der vom NPD-Parteivorstand herausgegebenen Monatszeitung Deutsche Stimme. Im Juni 2008 wurde er als Nachfolger des in den Münchner Stadtrat gewählten Karl Richter Leiter des Parlamentarischen Beratungsdienstes der NPD-Fraktion im Sächsischen Landtag. Nach der Landtagswahl 2009 übernahm er von dem in den Landtag gewählten Arne Schimmer bis Ende 2010 zusätzlich die Funktion des Pressesprechers der Fraktion.
Szymanski übernahm im Januar 2013 den Landesvorsitz der NPD Sachsen und rückte im Januar 2014 in den Sächsischen Landtag nach. Er folgte damit auf Holger Apfel, welcher sein Landtagsmandat niederlegte und aus der NPD austrat. Bei der sächsischen Landtagswahl 2014 war Szymanski Spitzenkandidat der NPD. Die NPD verfehlte jedoch den Wiedereinzug in den sächsischen Landtag.
Am 2. Juli 2015 legte Szymanski sein Amt als Landesvorsitzender von Sachsen wie auch das als Bundesgeschäftsführer nieder.